# العلاقات الكوبية النيجيرية
العلاقات الكوبية النيجيرية هي العلاقات الثنائية التي تجمع بين كوبا ونيجيريا.

## مقارنة بين البلدين
هذه مقارنة عامة ومرجعية للدولتين:
| وجه المقارنة                                              | كوبا                              | نيجيريا                     |
| --------------------------------------------------------- | --------------------------------- | --------------------------- |
| المساحة (كم2)                                             | 109.88 ألف                        | 923.77 ألف                  |
| عدد السكان (نسمة)                                         | 11.48 مليون                       | 190.89 مليون                |
| الكثافة السكانية (ن./كم²)                                 | 104.48                            | 206.64                      |
| العاصمة                                                   | هافانا                            | أبوجا، لاغوس                |
| اللغة الرسمية                                             | اللغة الإسبانية                   | لغة إنجليزية، اللغة اليوربا |
| العملة                                                    | بيزو كوبي، بيزو كوبي قابل للتحويل | نيرة نيجيرية                |
| الناتج المحلي الإجمالي (بليون دولار)                      | 87.13 مليار                       | 375.77 مليار                |
| الناتج المحلي الإجمالي (تعادل القوة الشرائية) بليون دولار |                                   | 1.09 تريليون                |
| الناتج المحلي الإجمالي الاسمي للفرد دولار أمريكي          |                                   | 2.64 ألف                    |
| الناتج المحلي الإجمالي للفرد دولار أمريكي                 |                                   | 5.91 ألف                    |
| مؤشر التنمية البشرية                                      | 0.769                             | 0.514                       |
| رمز المكالمات الدولي                                      | +53                               | +234                        |
| رمز الإنترنت                                              | .cu                               | .ng                         |
| المنطقة الزمنية                                           | 00                                | ت ع م+01:00                 |

## منظمات دولية مشتركة
يشترك البلدان في عضوية مجموعة من المنظمات الدولية، منها:
| علم المنظمة | اسم المنظمة                                 | تاريخ انضمام كوبا | تاريخ انضمام نيجيريا |
| ----------- | ------------------------------------------- | ----------------- | -------------------- |
|             | منظمة التجارة العالمية                      | ?                 | ?                    |
|             | الاتحاد الدولي للاتصالات                    | 16 يناير 1918     | 11 أبريل 1961        |
|             | المنظمة الهيدروغرافية الدولية               | ?                 | ?                    |
|             | منظمة حظر الأسلحة الكيميائية                | ?                 | ?                    |
|             | يونسكو                                      | 29 أغسطس 1947     | 14 نوفمبر 1960       |
|             | الأمم المتحدة                               | 24 أكتوبر 1945    | 7 أكتوبر 1960        |
|             | الاتحاد البريدي العالمي                     | ?                 | ?                    |
|             | منظمة الشرطة الجنائية الدولية               | ?                 | ?                    |
|             | مجموعة دول أفريقيا والكاريبي والمحيط الهادئ | ?                 | ?                    |

## وصلات خارجية
- موقع وزارة الخارجية الكوبية
- موقع وزارة الخارجية النيجيرية